# Jean-Adolphe de Saxe-Gotha-Altenbourg
Jean-Adolphe de Saxe-Gotha-Altenbourg (18 mai 1721, Gotha – 29 avril 1799, Friedrichstanneck, maintenant un quartier de Eisenberg, Thuringe), est un prince allemand de la Maison de Saxe-Gotha-Altenbourg et un lieutenant-général saxon.

## Biographie
Jean Adolphe est le plus jeune fils de Frédéric II de Saxe-Gotha-Altenbourg et Madeleine-Augusta d'Anhalt-Zerbst. Depuis 1735, le prince est éduqué à Genève et rejoint l'armée danoise en 1739. Pendant son Grand Tour il rend visite à sa sœur Augusta au royaume-Uni , où il obtient également un doctorat de l'Université d'Oxford.
En 1743, il rejoint l'armée saxonne et devient commandant d'un régiment l'année suivante et combat à la Bataille de Hohenfriedberg. Il devient major général en 1746 et établit son siège à Naumbourg. En 1748, il obtient l'Ordre de l'Aigle blanc et devient lieutenant-général en 1753. Au cours de la Guerre de Sept Ans il est capturé par l'Armée prussienne et doit jurer de ne pas lutter contre les prussiens s'il veut être libéré. Plus tard, l'Armée Prussienne essaye d'absorber son régiment.
Jean Adolphe prend sa retraite à Eisenberg , où il a la maison Markt 25 construite en 1750. En 1756, il a construit le château de Friedrichstanneck à proximité. Après que Joseph-Frédéric de Saxe-Hildburghausen soit mort en 1787, il devient l'aîné de la ligne Ernestine de la Maison de Wettin, une position occupée par son frère aîné, Frédéric III de Saxe-Gotha-Altenbourg jusqu'à sa mort en 1772. En raison de cette position, il obtient le territoire d'Oldisleben. Après la mort de Jean-Adolphe en 1799, Frédéric Josias de Saxe-Cobourg-Saalfeld devient l'aîné de la branche Ernestine de Wettin, et reçoit le territoire Oldisleben. Jean Adolphe est enterré dans la chapelle du château de Christiansburg à Eisenberg.

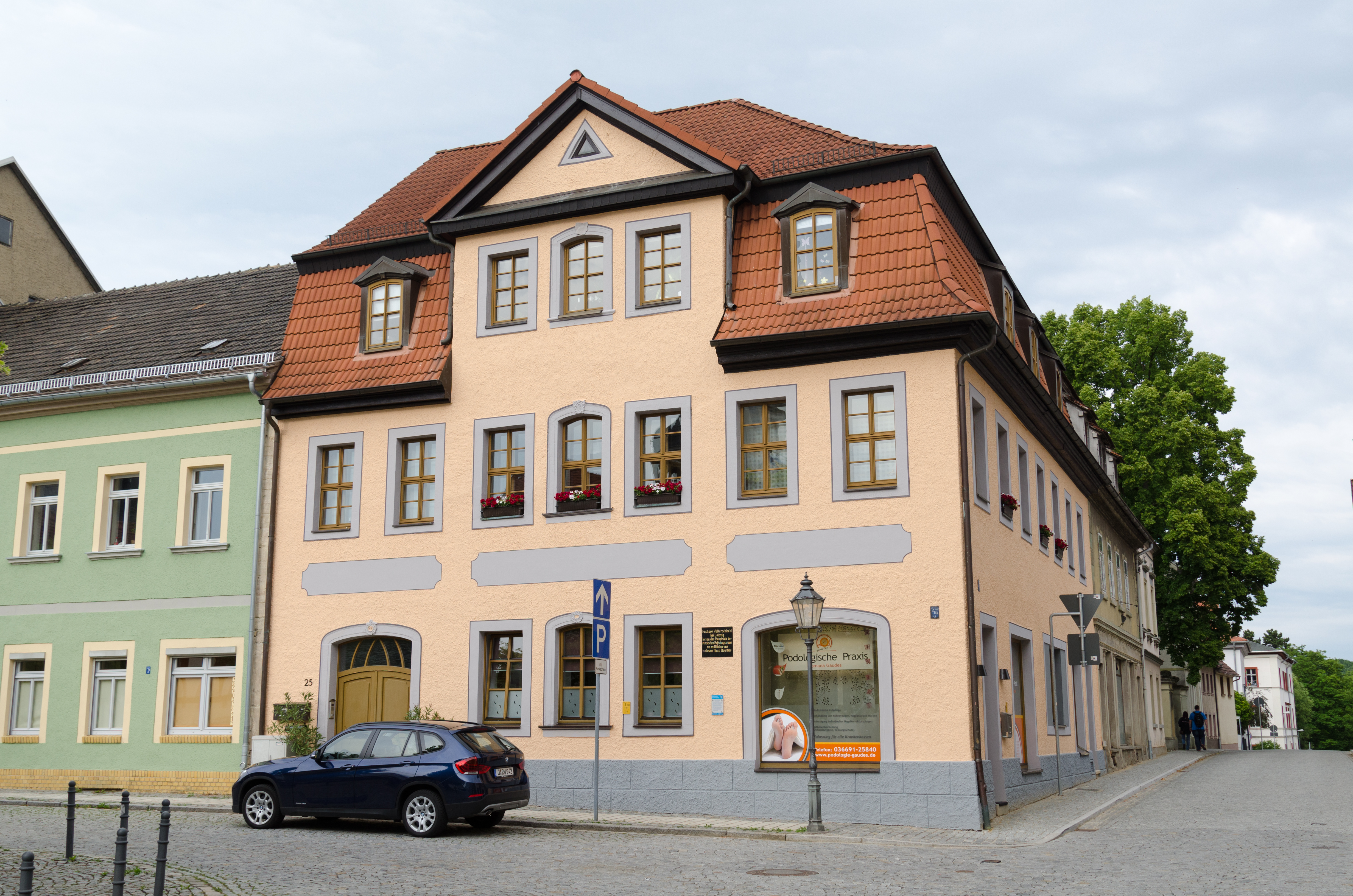
Markt 25, Eisenberg

## Mariage et descendance
Jean Adolphe veut épouser la princesse Ernestine Albertine de Saxe-Weimar-Eisenach, fille de Ernest-Auguste Ier de Saxe-Weimar-Eisenach. Les négociations sont retardées à cause des discussions sur la dot. Dans l'intervalle, Ernestine Albertine décide d'épouser Philippe II de Schaumbourg-Lippe. Jean Adolphe épouse finalement Marie Maximiliane Elisabeth Schauer morganatiquement. Ils ont  trois enfants, dont deux ont survécu.
- Frédéric Adolphe (*/+1760)
- Adolphe Christian Charles (1761-1835)
- Jeanne Adolphine Frédérique (1767-1804)

Marie Maximiliane Élisabeth Schauer est anoblie avec ses deux enfants, le 12 janvier 1779 par Joseph II, Empereur du Saint empire Romain.